# Fosse no 3 - 4 des mines de Meurchin
La fosse no 3 - 4 de la Compagnie des mines de Meurchin est un ancien charbonnage du Bassin minier du Nord-Pas-de-Calais, situé à Wingles. Son fonçage commence en 1869, mais le passage du niveau d'eau est tout particulièrement problématique. Les terrains sont instables et gorgés d'eau, la méthode de la trousse coupante est utilisée, mais les travaux sont longs et les problèmes se succèdent. Le fonçage est stoppé le 15 janvier 1872, il a alors coûté 150 517,18 francs pour seulement 21,38 mètres. Le procédé de fonçage Chaudron est alors mis en place, et débute le 18 juillet 1872. Les résultats sont probants.
Un deuxième puits, plus tard appelé no 4, est commencé le 1er septembre 1873, 35 mètres à l'est du no 3. Il a été rendu nécessaire étant donné que les chemises en fonte ont réduit le diamètre du premier puits à 3,20 mètres, si bien qu'il serait impossible d'assurer par ce seul puits l'extraction, l'aérage, et l'exhaure. Les travaux se déroulent sans incidents particuliers, et la fosse commence à extraire en 1875. Le fonçage des puits a été extrêmement onéreux, puisqu'il a coûté 1 197 352,37 francs. La fosse devient vite le principal siège d'extraction de la Compagnie, qui attend près de trente ans après la mise en service pour ouvrir une fosse no 5.
La Compagnie de Meurchin est rachetée par celle de Lens en 1920. La Compagnie des mines de Lens est nationalisée en 1946, et intègre le Groupe de Lens. La fosse no 3 - 4 continue d'extraire jusqu'en 1954, date à laquelle elle est concentrée sur la fosse no 18 - 18 bis du Groupe de Lens. Les puits nos 3 et 4 sont respectivement remblayés en 1959 et 1960. La fosse ne possède pas de cités minières, elle a en revanche six terrils numérotés 70, 70A, 70B, 70C1+C2, 70D et 70E.
Au début du XXIe siècle, Charbonnages de France matérialise les têtes des puits nos 3 et 4. Le carreau de fosse et ses terrils sont devenus un espace de loisirs. Les étangs d'affaissement minier de Wingles avec, par extension, les terrils plats nos 70, 70A, 70B, 70C1+C2 et 70D ont été inscrits le 30 juin 2012 sur la liste du patrimoine mondial de l'Unesco.

## La fosse
À la fin des années 1860, seule la fosse no 1 est productive, la fosse no 2 ayant été abandonnée à la suite de la découverte d'une source minérale sulfureuse qui a inondé les galeries, et le puits. La Compagnie des mines de Meurchin se doit donc d'ouvrir une nouvelle fosse productive, d'autant plus que la fosse no 2 a coûté 351 936,51 francs, entièrement perdus.
L'établissement d'une fosse no 3 est alors décidé, au nord-est de Wingles, à 1 525 mètres à l'ouest de la fosse no 1. C'est également dans cette commune que la Compagnie des mines de Lens commence l'installation de sa fosse no 7 - 7 bis dix ans plus tard.

### Fonçage
Le premier puits, dit no 3, est commencé en 1869, à la fin de l'année. À la fin du mois de juillet 1870, on a atteint la profondeur de 10,32 mètres avec une tour maçonnée de 5,36 mètres de diamètre, au travers d'une couche de sable de 9,80 mètres de hauteur. La base est dans des marnes divisées. Les constructions destinées à recevoir les machines de fonçage sont terminées et les générateurs installés. On établit une machine d'épuisement de 200 chevaux, et le 22 août commence l'approfondissement. On arrive à 11,84 mètres avec un premier tour de palplanches de 4,86 mètres de diamètre. Le sable filtrant encore, on pose une deuxième tour de 4,52 mètres de diamètre intérieur ; on arrive ainsi à 14,36 mètres. Le revêtement refusant de descendre, on essaye d'approfondir avec des croisures. Un coup d'eau survient et déforme la partie inférieure du revêtement ; en même temps, les massifs des machines s'affaissent. On applique le système de cuvelage descendant avec trousse coupante. L'appareil complet présente un diamètre de 3,91 mètres. On arrive, par ce moyen, à 21,38 mètres sans pouvoir dépasser cette profondeur : le cuvelage ne descend plus, et l'épuisement, qui n'est pourtant que de 8 400 litres par minute, produit des affouillements des marnes qui déforment les trousses. Le 15 janvier 1872, on arrête les travaux et on prépare l'installation du procédé Chaudron. Le diamètre extérieur des anneaux est de 3,45 mètres. Le diamètre intérieur aux collets est de 3,20 mètres.
Il commence à fonctionner le 18 juillet 1872. Les dépenses du fonçage, jusqu'à la profondeur de 21,38 mètres, se sont élevées à 150 517,18 francs. Le sondage central à 1,37 mètre de diamètre arrive le 20 août à 51,15 mètres ; le 21, on commence la mise au grand diamètre de 3,88 mètres. On avance de deux mètres en quelques heures, mais on reconnaît que les parois du puits s'ébranlent et les constructions autour du puits s'affaissent visiblement. On descend un tube en fonte de 7,50 mètres de hauteur, tranchant à sa base, et présentant un diamètre extérieur de 3,88 mètres. On réduit le trépan à 3,78 mètres. L'épaisseur du tube est quatre centimètres. Le tube s'arrête à 26,70 mètres. On continue le creusement jusqu'à 32,10 mètres, et on reprend le puits central. Pendant ce travail, on reconnaît que le tube continue son mouvement de descente, et on constate, par un gabarit, que le sommet du tube est arrivé à 22,85 mètres, laissant un vide de 1,47 mètre entre l'ancien cuvelage et lui-même. Il ne paraît pas se produire d'éboulement sérieux, mais la situation est grave. M. Chaudron décide qu'un second tube, de même diamètre que le premier, sera descendu et mis, autant que possible, en juxtaposition avec lui : on le munit de barres de suspension pour l'empêcher de découvrir la base du cuvelage en bois, le cas échéant, c'est-à-dire, si la descente simultanée des deux tubes venait à se produire. La hauteur est fixée à 4,50 mètres, de manière à porter la base de la colonne à 32,85 mètres. Ce nouveau tube est descendu le 29 mars 1873, et son poids s'ajoutant au premier, le poids de la chemise atteint 35 400 kilogrammes. L'opération réussit, et le joint n'est pas sensible au trépan. Le puits central est terminé le 7 mai, à 90 mètres, et le puits définitif, le 19 juillet, à 81,50 mètres, profondeur à laquelle on doit poser la boîte à mousse. On constate, à la fin de ce travail que le tube supérieur a son bord supérieur à 20,32 mètres à 1,06 mètre au-dessus de la base de l'ancien cuvelage, et que le tube inférieur a sa base à 32,66 mètres ; il résulte de ces chiffres, qu'un vide de 36 centimètres existe, entre les deux tubes, de 24,88 à 25,24 mètres.
On commence le 2 août la descente du cuvelage ; et le 25, l'opération est terminée et réussie, car la colonne d'équilibre ne donne pas d'eau. On commence le creusement à niveau vide, le 26 janvier 1874. On atteint le terrain houiller à 127,60 mètres ; à 167 mètres, on recoupe une veine de 60 centimètres, et à 205 mètres une veine de 1,10 mètre ; mais le terrain est irrégulier. Néanmoins, on arrête le creusement, à 251,85 mètres, le 18 mai 1875, pour commencer les travaux d'exploration par deux étages établis à 170 mètres et à 206 mètres. Ces travaux n'ont pas été pas heureux, et ce n'est qu'à 500 mètres du puits que l'on a reconnu des terrains réguliers à l'approche du faisceau des couches de la fosse no 1.
Le creusement du deuxième puits, dit no 4 par la suite, a été motivé par l'impossibilité d'établir l'extraction, l'aérage, voire l'épuisement, dans un diamètre de 3,20 mètres. On lui donne un diamètre utile de 3,20 mètres, comme au premier, et on l'établit à 35 mètres d'axe en axe du premier puits, afin d'éviter, si c'est possible, les terrains désagrégés que l'épuisement du premier puits a dû former autour de lui ; on veut aussi prévenir les accidents qui pourraient résulter d'éboulements survenant dans le creusement. Les travaux commencent le 1er septembre 1873, aussitôt après la descente du cuvelage du puits no 1. On établit une tour fixe de 7,50 mètres de diamètre intérieur et deux mètres de hauteur, reposant sur le sable. On creuse à l'intérieur, dans les sables, à l'aide de palplanches successives : on atteint ainsi la profondeur de 5,05 mètres et on établit une deuxième tour fixe de 4,55 mètres de diamètre intérieur. On continue ensuite le creusement à l'aide des trépans et en enfonçant des tubes successifs. Un premier tube arrive à 8,70 mètres ; un deuxième, à 14,60 mètres ; un troisième, à 20,65 mètres ; un quatrième, à 24,50 mètres ; et un cinquième, à 29,90 mètres. À partir du dernier tube, aucun éboulement n'a été constaté, et le cuvelage est terminé et bétonné le 30 avril 1875. On entreprend le creusement à niveau vide, le 28 juillet de la même année, et on le termine à 210,30 mètres.
Pendant la descente du tube, un accident d'un genre particulier arrête le travail : le deuxième tube s'arrête à 14,60 mètres à la suite de la rupture de l'une des pièces de la partie inférieure ; après avoir essayé de retirer le morceau à l'aide des outils Chaudron, mais sans succès, on tente l'application de l'appareil Rouquayrol-Denayrouze. Un plongeur descend dans le puits, mais le mouvement de l'eau en trouble la limpidité, et il ne peut se servir de la lampe ; il en est réduit à essayer d'accrocher la pièce brisée ; mais l'attache étant mal faite, elle cède au moindre effort. En présence de cet insuccès, on essaye de loger le morceau cassé dans la paroi, en battant au trépan, et on y arrive. On descend ensuite le troisième tube.

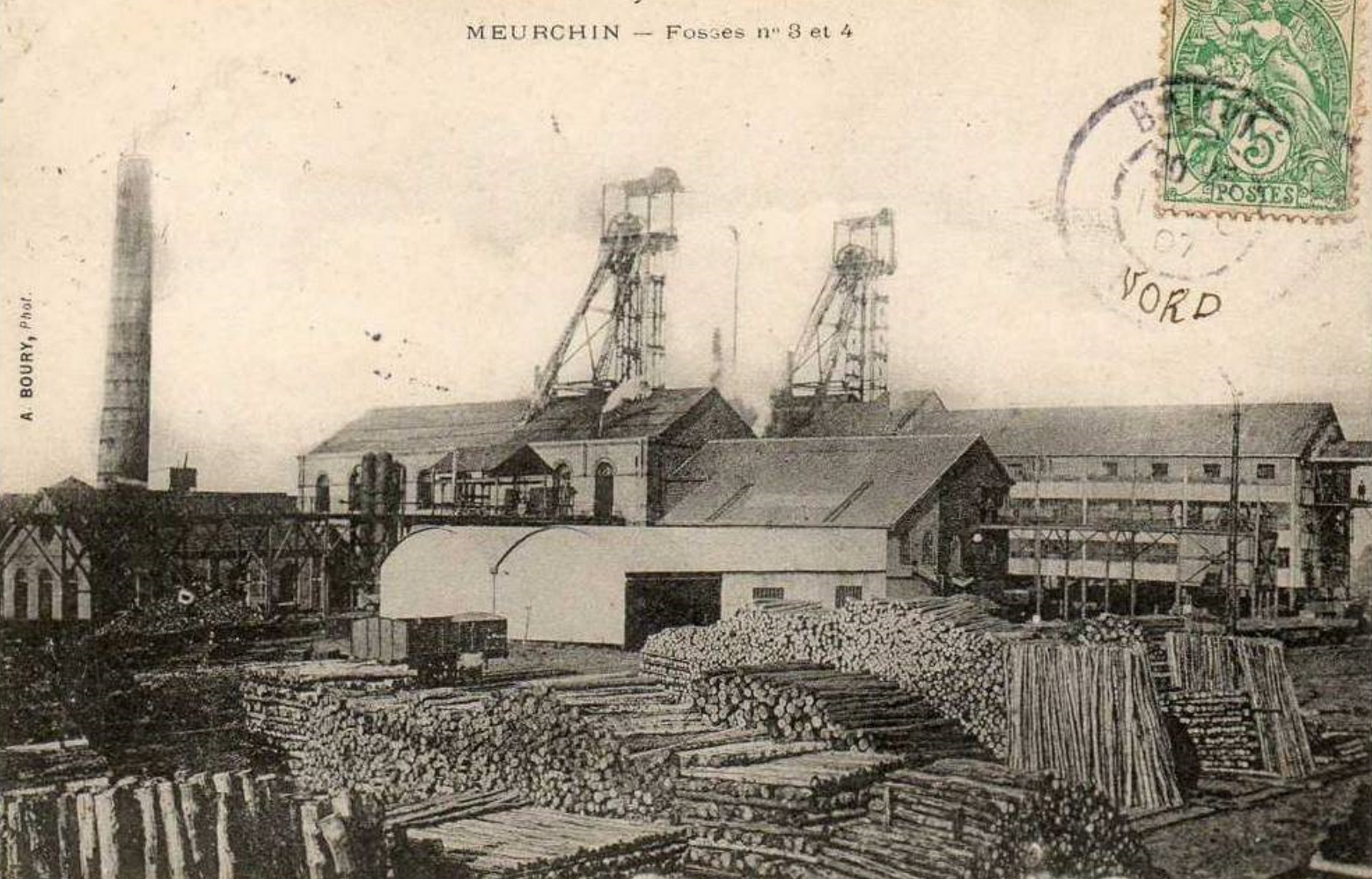
La fosse no 3 - 4 vers 1900.

L'application du système Chaudron, jusqu'à la base du cuvelage, a coûté, primes à M. Chaudron comprises 214 214,51 francs pour le premier puits et 206 001,04 francs pour le second puits, soit un ensemble de 420 215,55 francs. Si l'on ajoute à ce chiffre 150 517,18 francs le montant des dépenses faites primitivement, on obtient un total de 570 732,73 francs pour le passage du niveau des deux puits du siège no 3, à la profondeur de 90 mètres. Au 30 avril 1879, il a été dépensé pour le creusement des deux puits du siège no 3, non compris les terrains, bâtiments et machines, 1 197 352,37 francs.

### Exploitation
Des accrochages sont établis à 169, 206 et 286 mètres pour le puits no 3 et à 169, 206, 286 et 377 mètres pour le puits no 4, ce dernier est alors profond de 387 mètres, et le puits no 3 de 296 mètres. L'orifice du puits est situé à l'altitude de 25,70 mètres par rapport au niveau de la mer. Pour les deux puits le cuvelage en fonte s'étend jusque vers 81 mètres et a un diamètre de 3,20 mètres,. La fosse est le principal siège d'extraction de la Compagnie.
La Compagnie de Meurchin est rachetée par celle de Lens en 1920. Celle-ci entreprend alors la reconstruction de la fosse, dans son style architectural. La Compagnie des mines de Lens est nationalisée en 1946, et intègre le Groupe de Lens. Le puits no 4 sert à l'extraction, alors que le puits no 3 assure le service.
Après que la fosse a été concentrée sur la fosse no 18 - 18 bis du Groupe de Lens à Hulluch en 1954, la fosse cesse d'extraire. Le puits no 3, profond de 299 mètres est remblayé en 1959, et le puits no 4, profond de 440 mètres, est remblayé l'année suivante,.

### Reconversion
Au début du XXIe siècle, Charbonnages de France matérialise la tête de puits. Le BRGM y effectue des inspections chaque année.

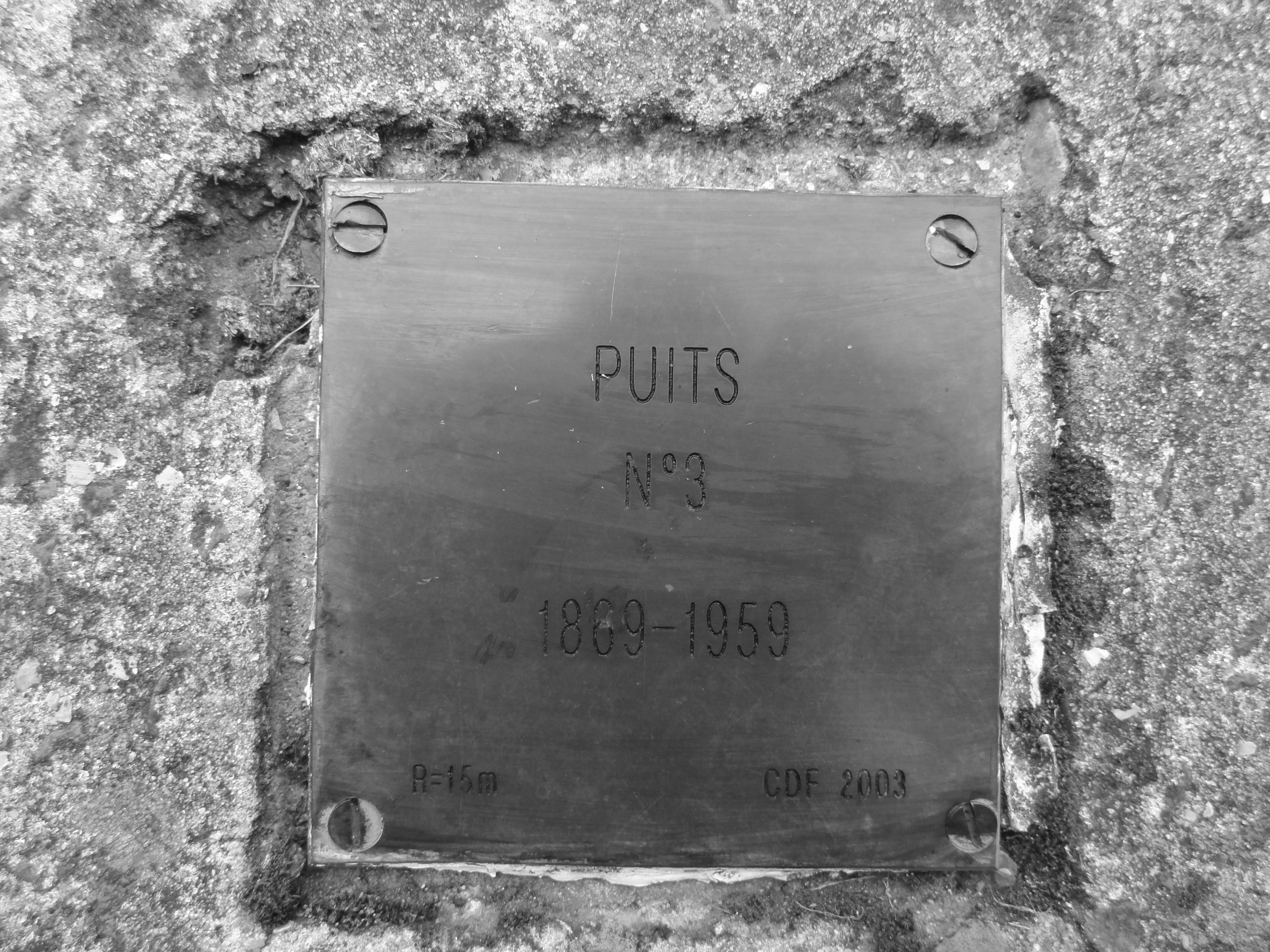
Puits no 3, 1869-1959.
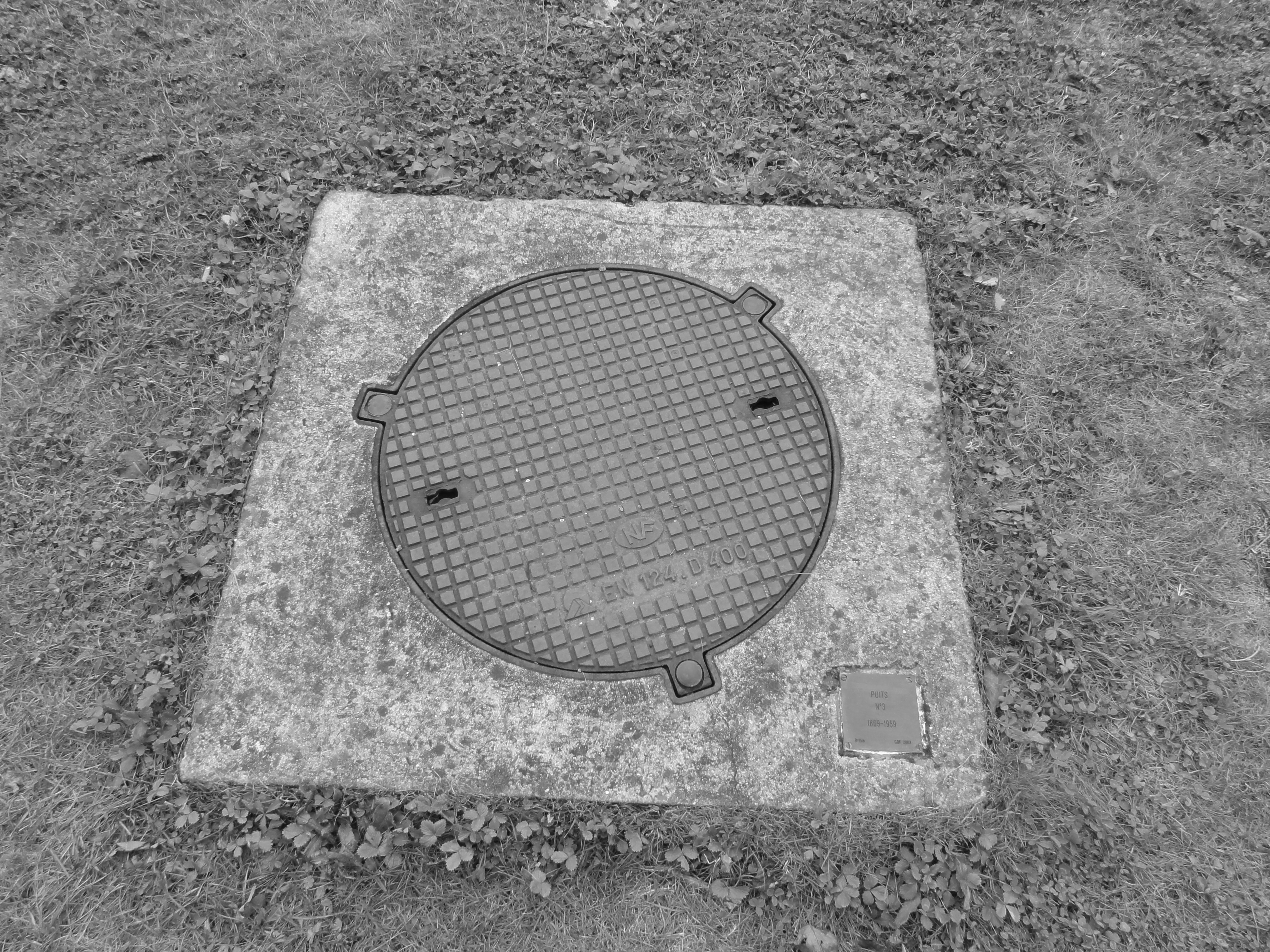
Tête de puits matérialisée no 3.
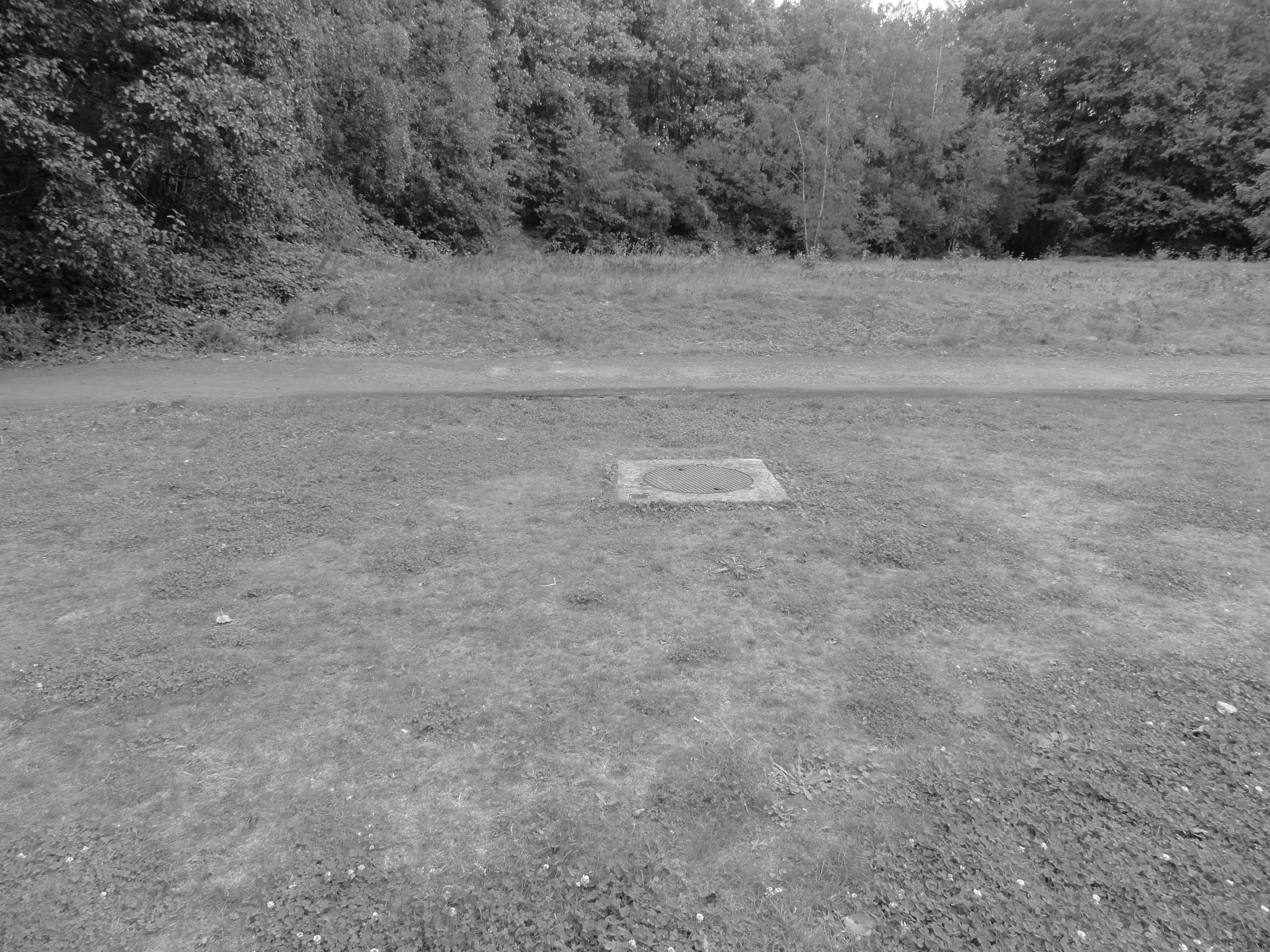
Le puits no 3 dans son environnement[note 3].
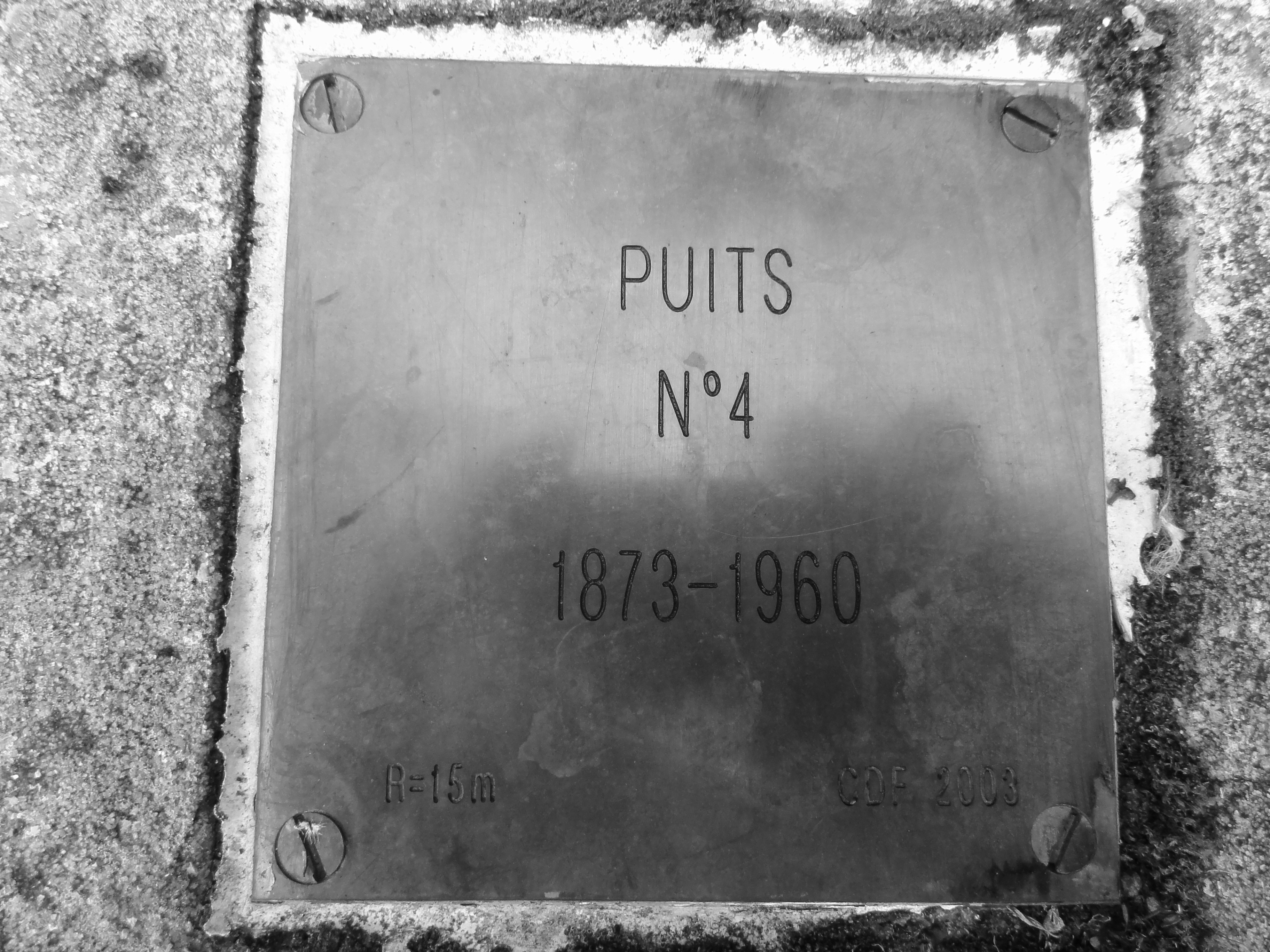
Puits no 4, 1873-1960.
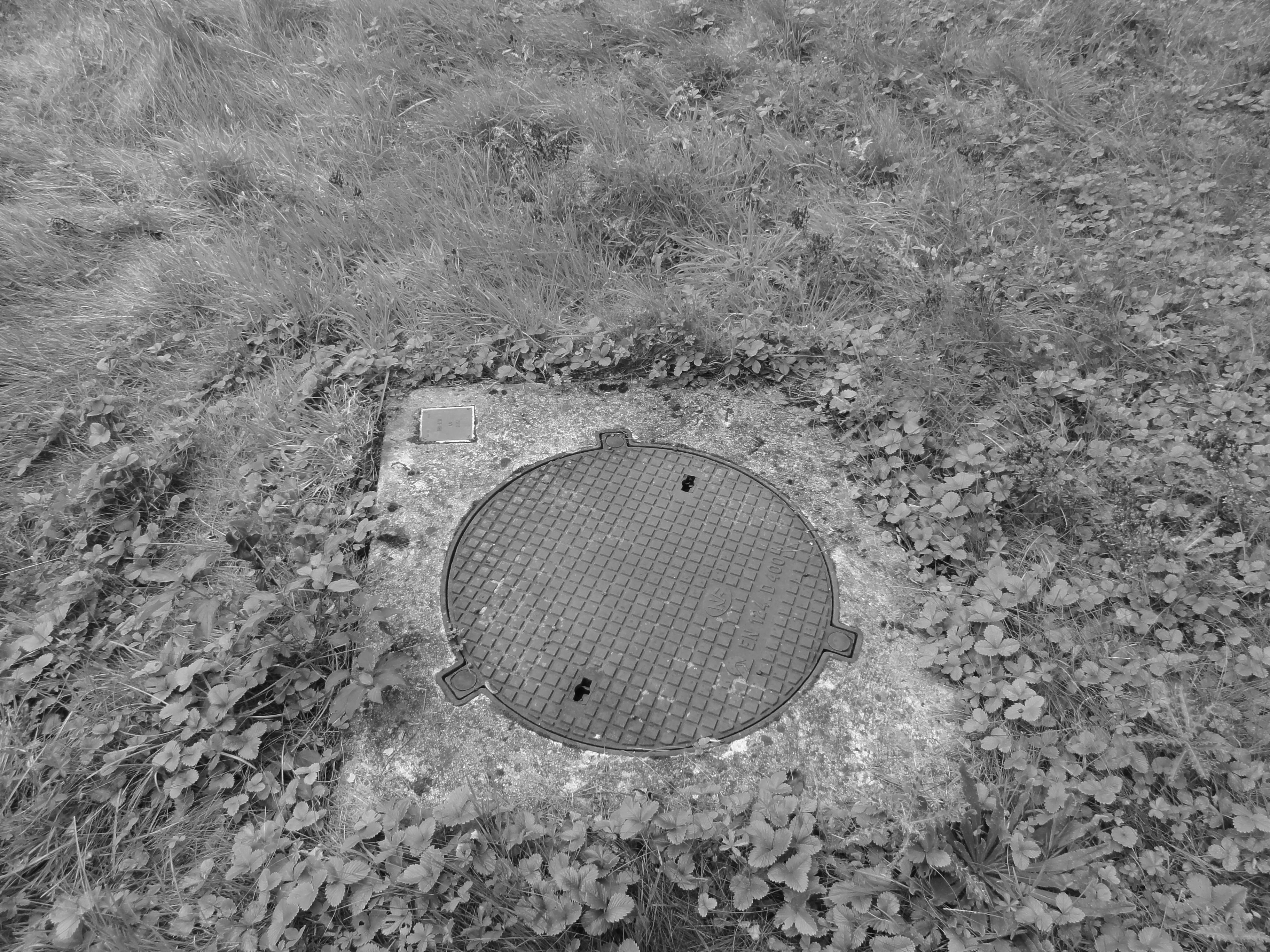
Tête de puits matérialisée no 4.
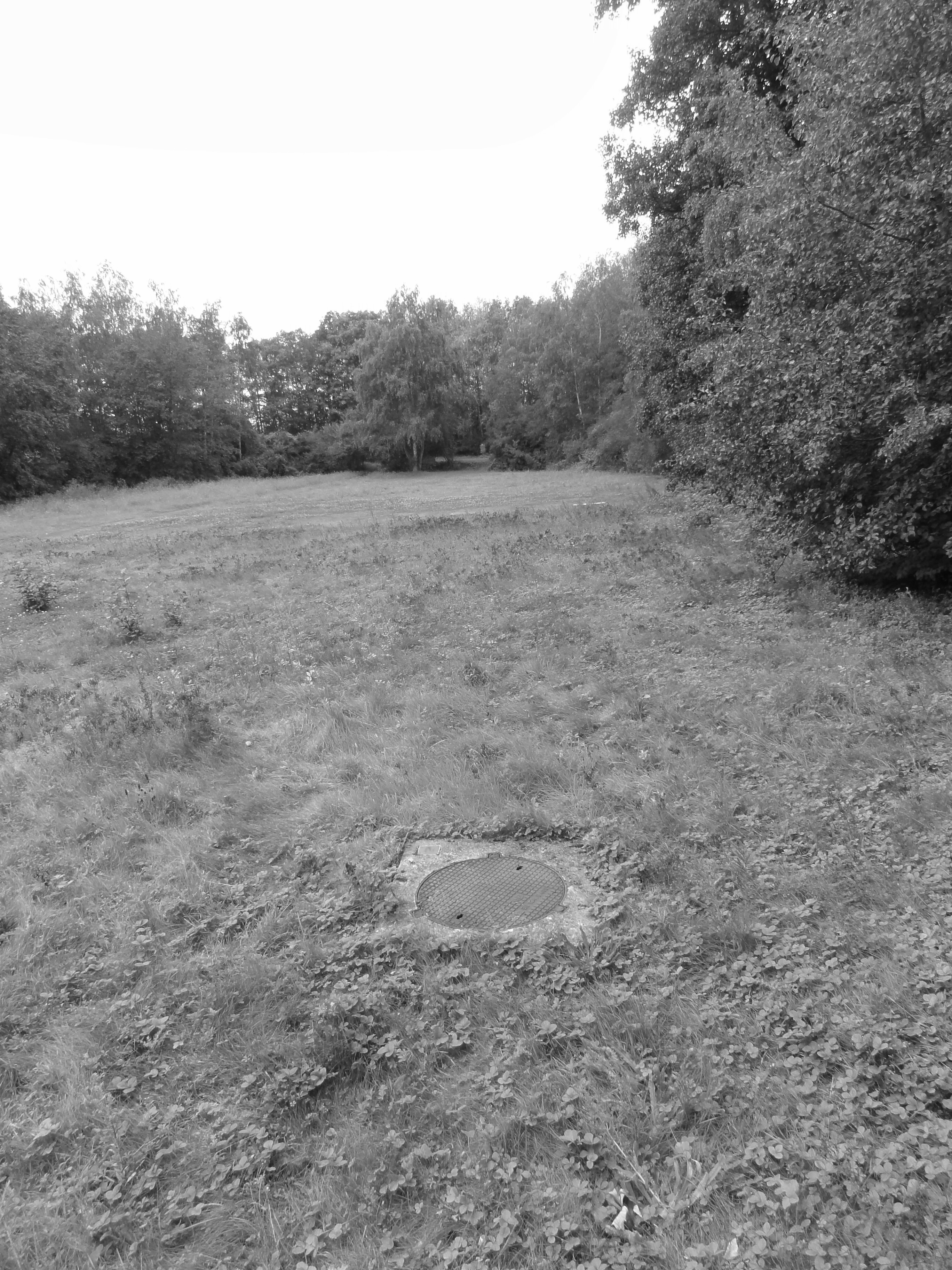
Le puits no 4 dans son environnement[note 4].

## Les terrils
Six terrils sont attribués à la fosse no 3 - 4. Tous sont plats et relativement étendus. Les étangs d'affaissement minier de Wingles avec, par extension, les terrils plats nos 70, 70A, 70B, 70C1+C2 et 70D font partie des 353 éléments répartis sur 109 sites qui ont été inscrits le 30 juin 2012 sur la liste patrimoine mondial de l'Unesco. Ils constituent une partie du site no 63.

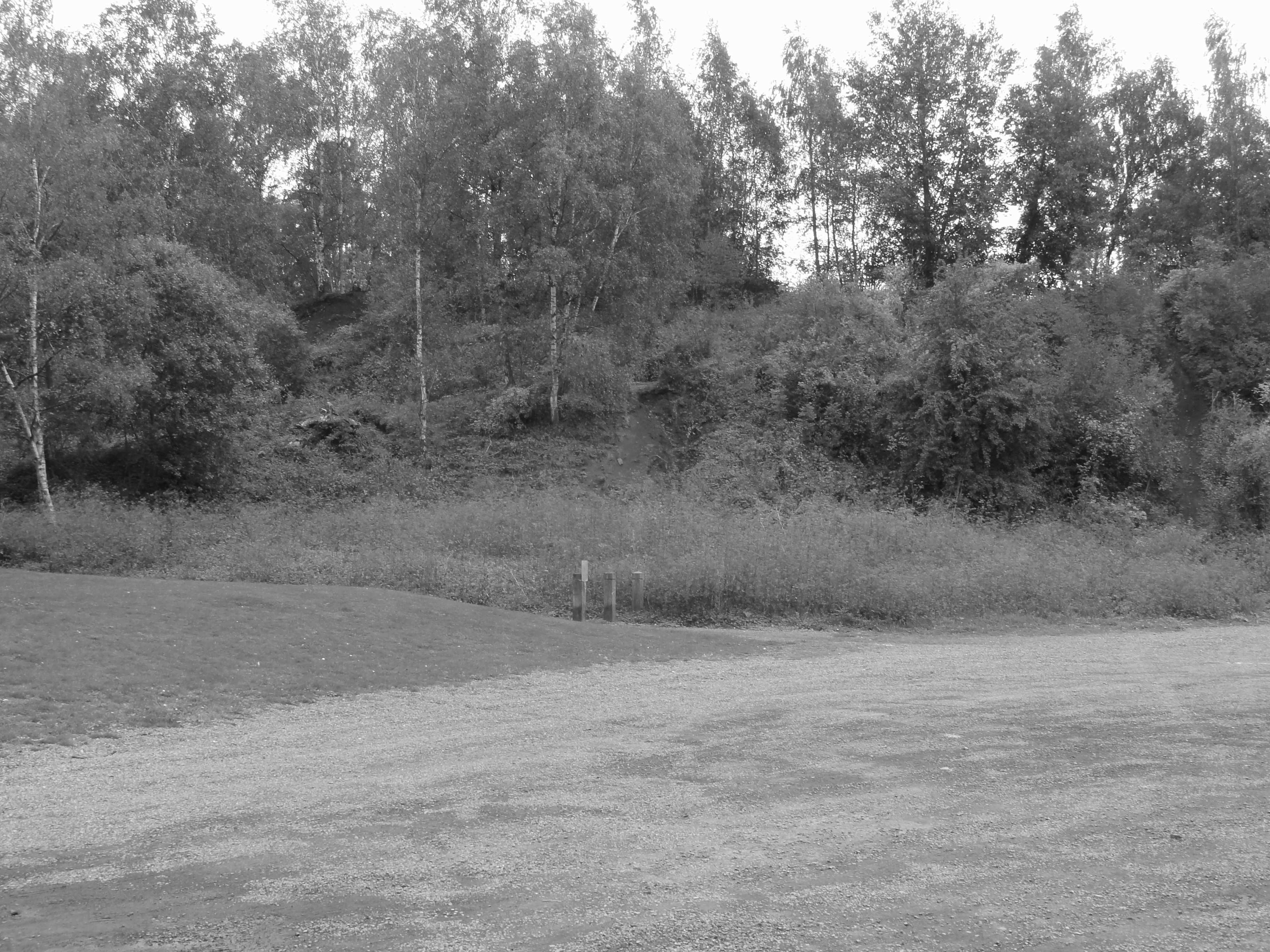
Le terril no 70.

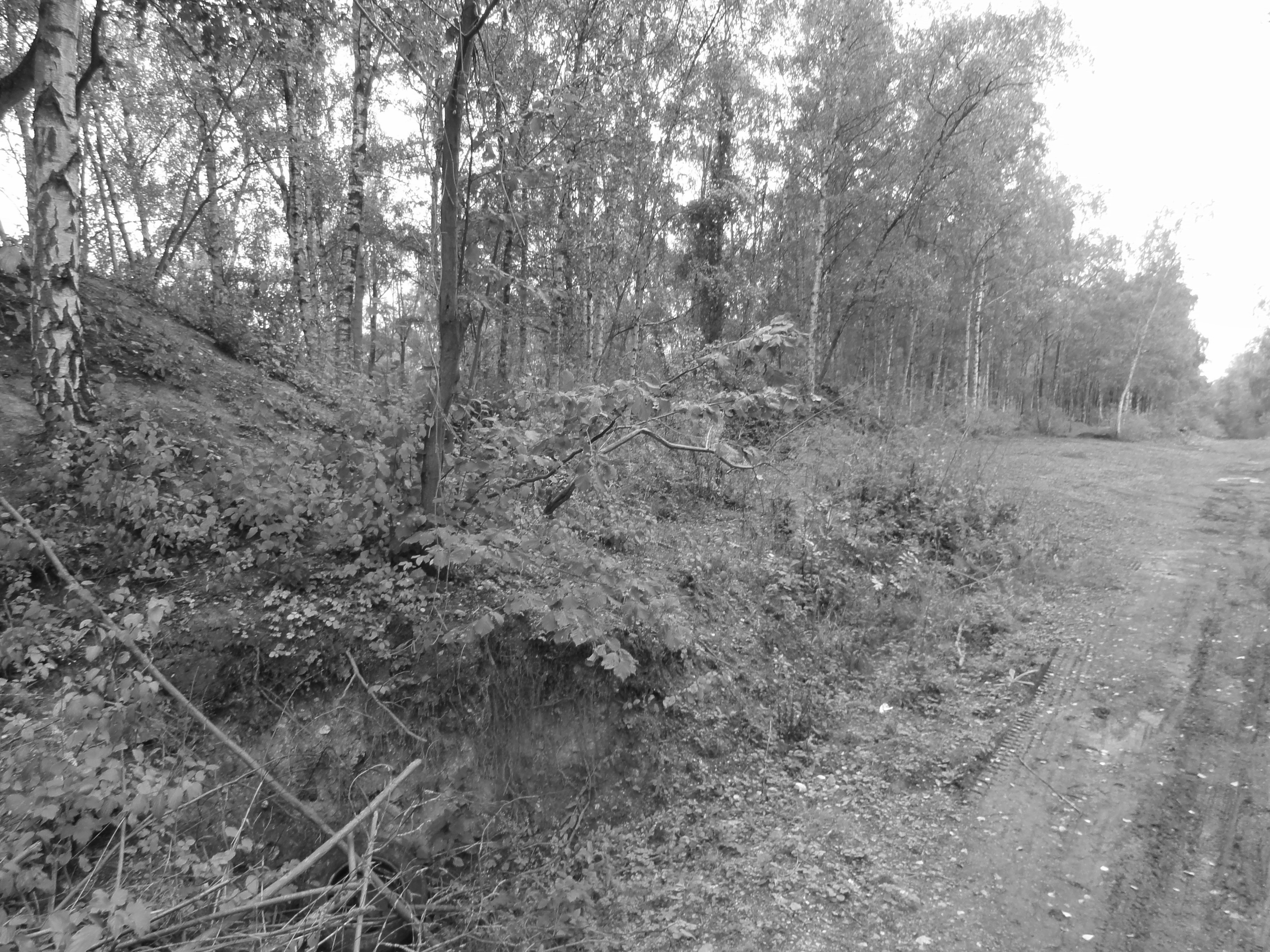
Le terril no 70A.

### Terrilno70, 3 - 4 de Meurchin Est Chemin des Îles
50° 30′ 28″ N, 2° 52′ 02″ E
Le terril no 70, situé à Billy-Berclau, est un des terrils plats de la fosse no 3 - 4.

### Terrilno70A, 3 - 4 de Meurchin Ouest Chemin des Îles
50° 30′ 13″ N, 2° 51′ 12″ E
Le terril no 70A, situé à Douvrin, est un des terrils plats de la fosse no 3 - 4.

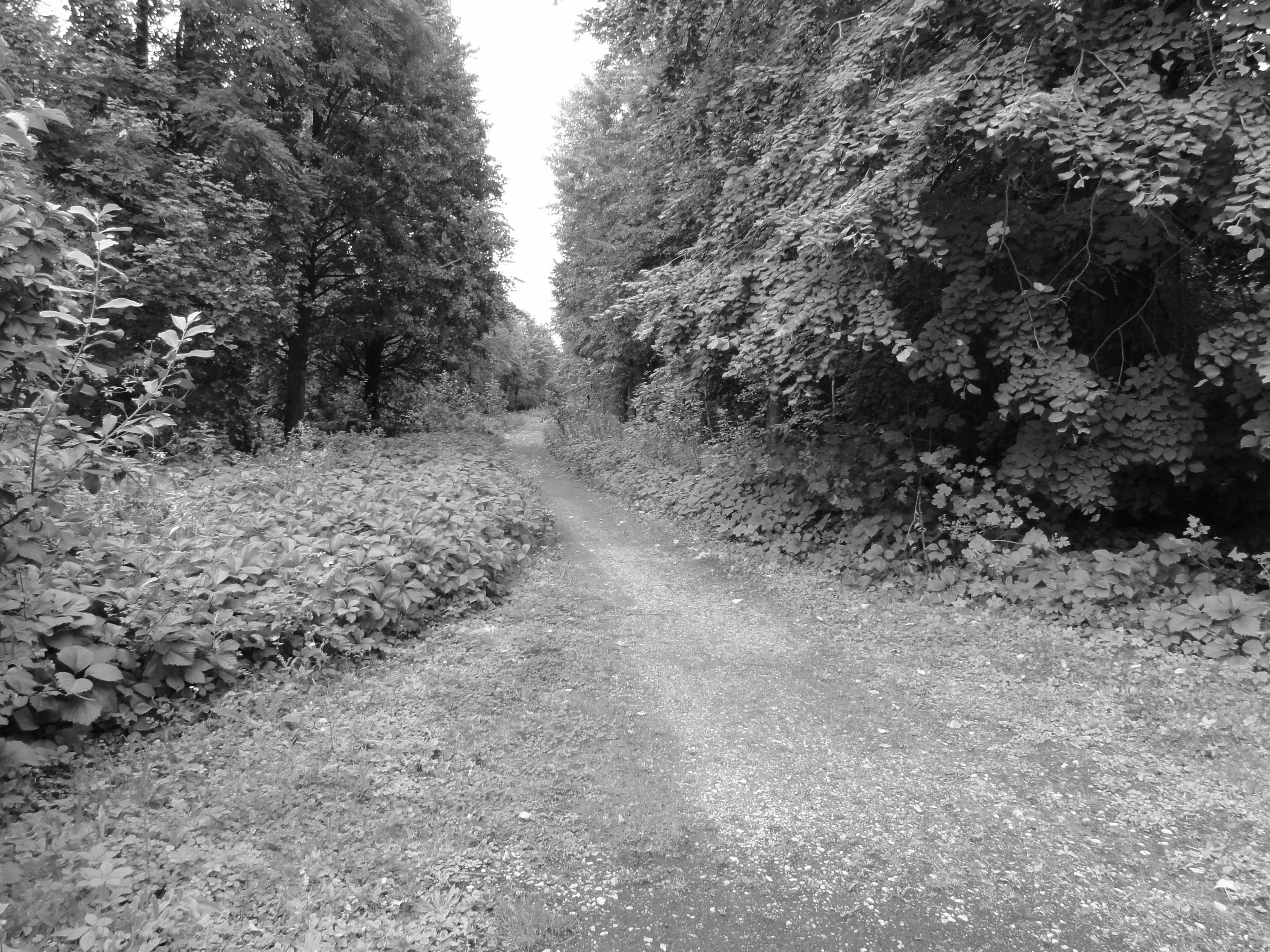
Le terril no 70B.

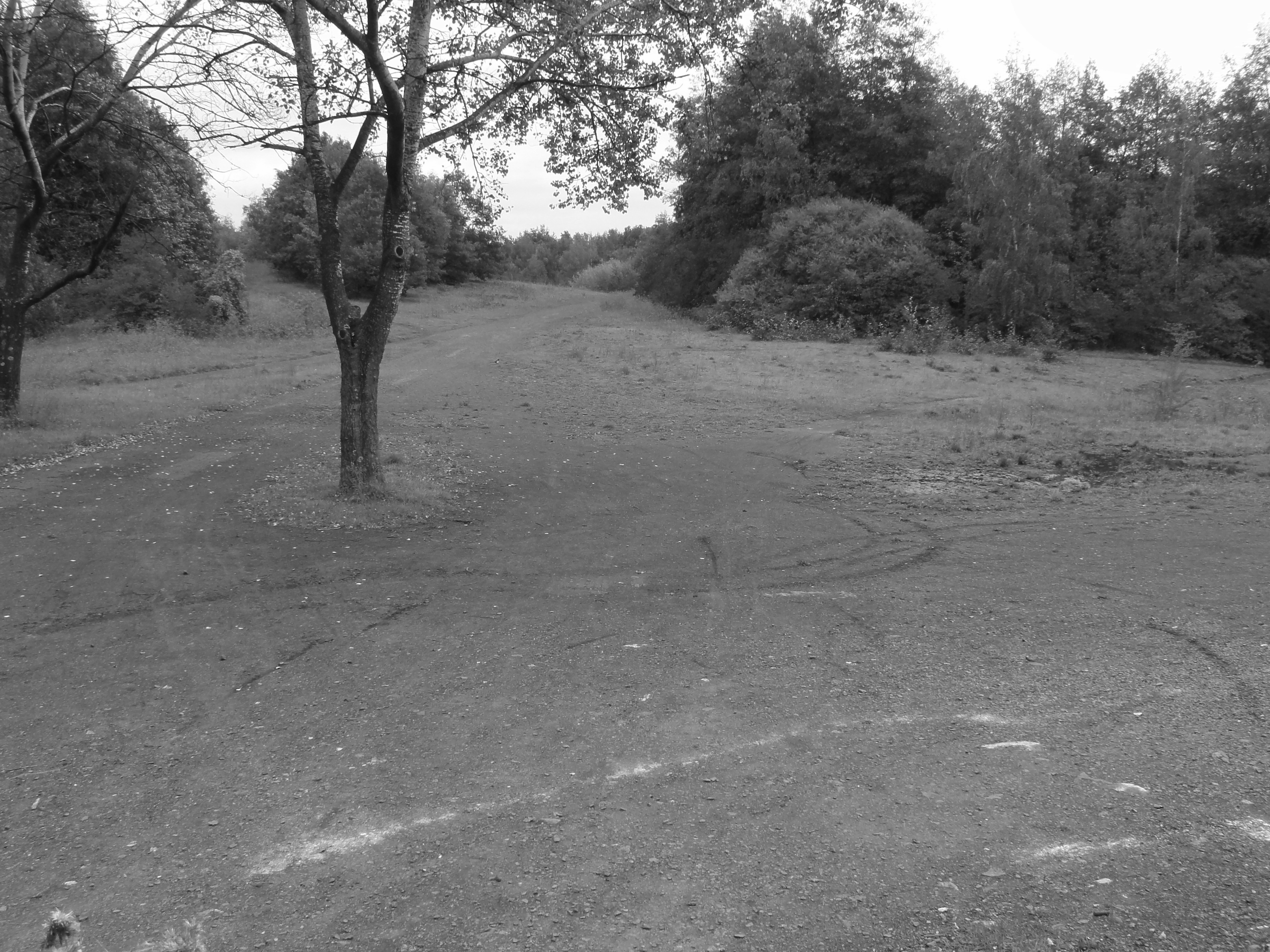
Le terril no 70C1+C2.

### Terrilno70B, Acacias
50° 30′ 06″ N, 2° 50′ 58″ E
Le terril no 70B, situé à Wingles, est un des terrils plats de la fosse no 3 - 4.

### Terrilno70C1+C2, 3 - 4 de Meurchin
50° 30′ 05″ N, 2° 52′ 22″ E
Le terril no 70C1+C2, situé à Wingles, est un des terrils plats de la fosse no 3 - 4.

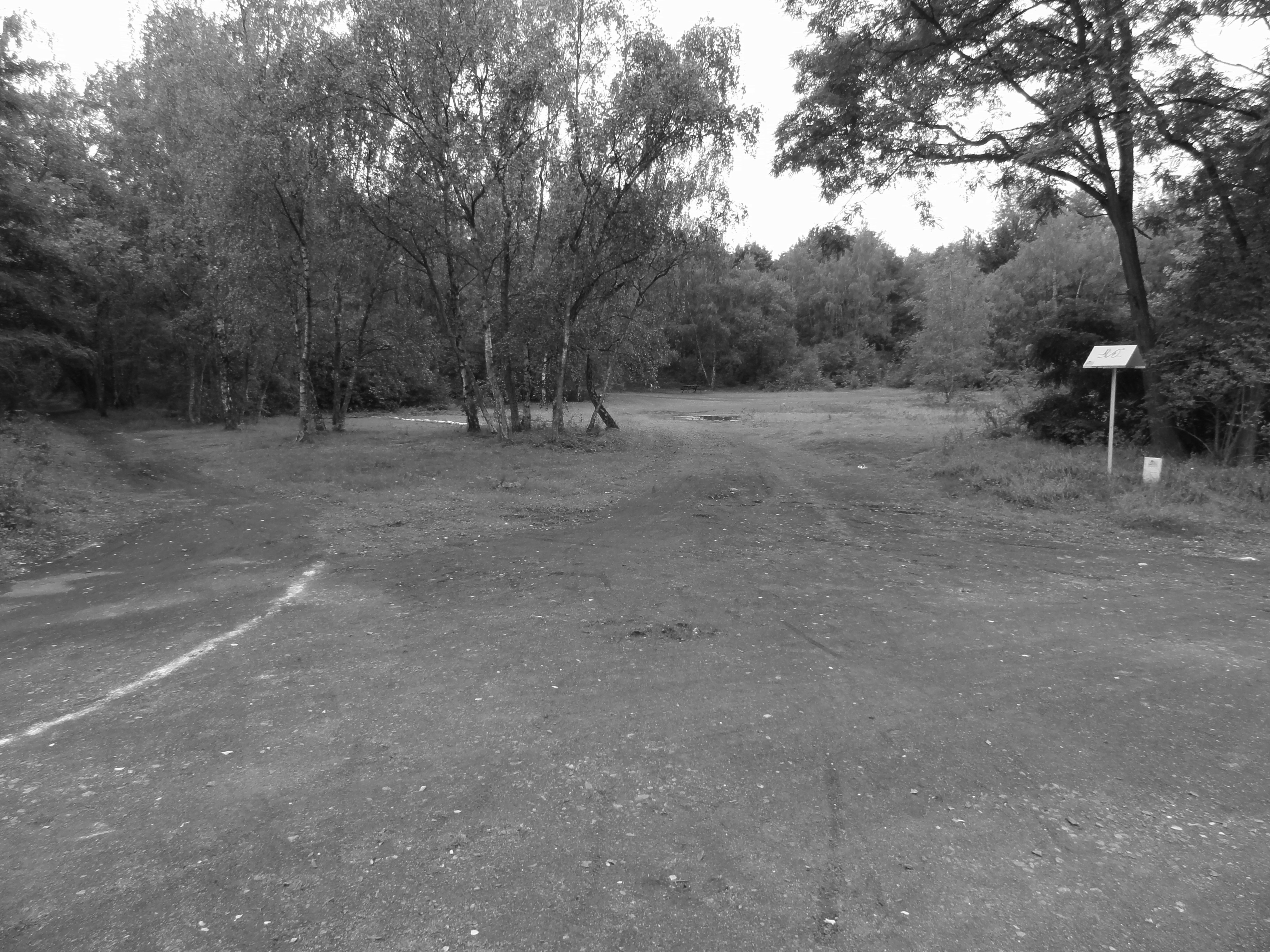
Le terril no 70D.

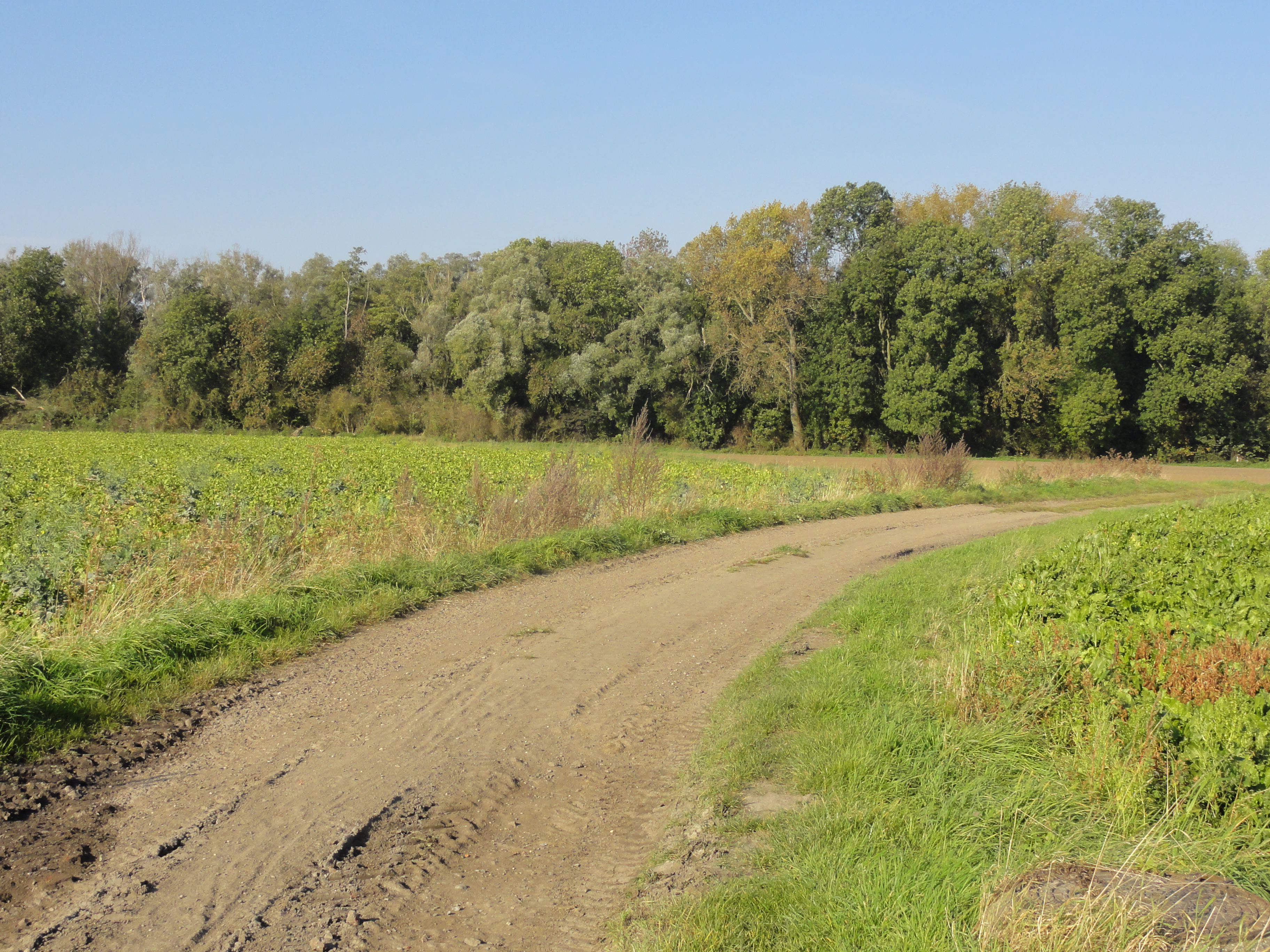
Le terril no 70E est situé dans cette zone boisée.

### Terrilno70D, 3 - 4 de Meurchin Marais
50° 30′ 01″ N, 2° 52′ 09″ E
Le terril no 70D, situé à Wingles, est un des terrils plats de la fosse no 3 - 4.

### Terrilno70E, 3 - 4 de Meurchin Marais
50° 30′ 19″ N, 2° 53′ 03″ E
Le terril no 70E, situé à Meurchin, est un des terrils plats de la fosse no 3 - 4, c'est le seul à être situé à l'est de la Deûle. Il est plus proche de la fosse no 1 que de la fosse no 3 - 4.